# جون جي. أشتون
جون جي. أشتون هو سياسي كندي، ولد في 31 مارس 1935 في كندا. حزبياً، نشط في الرابطة التقدمية المحافظة في ألبرتا ‏. وقد انتخب عضو الجمعية التشريعية ألبرتا.